# スジヒトツバ
スジヒトツバ(Cheiropleuria bicuspis (Bl.) Presl)は、スジヒトツバ科スジヒトツバ属のシダ植物である。単葉の葉に平行脈が目立つ。

## 特徴
スジヒトツバは非常に特徴的なシダで、楕円形でつやのある単葉には、はっきりとした平行脈が彫り込まれたように入っている。和名の「筋一つ葉」もこれにちなむもので、筋の入ったヒトツバの意味である。
茎は短く横に這い、ややまばらに葉をつける。表面には毛が密生する。
葉には栄養葉と胞子葉のはっきりした区別があり、どちらの葉にも長い葉柄がある。葉柄は長さが20-50cmに達するが、胞子葉のそれが一回り長い。硬くてほとんど毛がなく、褐色を帯びる。葉柄はやや立ち上がるが、先端で曲がり、葉はやや垂れる。
栄養葉は広卵型、先端は少しとがる。長さは10-20cm、緑色で、薄いが硬く、表に向かってやや反り返る。その表面にはっきりと葉脈が浮き上がっている。葉脈は羽状ではなく、葉の基部で掌状に分かれて、数本の太いものが並行に先端に向かって走り、主脈ははっきりしない。それらが葉の表面からくぼんでおり、黒く葉の上に浮いて見えるのが、名前の由来である。
胞子葉は少数つき、栄養葉の間から抜け出る。葉身は細くて線形、長さ10-20cm、表面は緑で、一本の主脈がある。裏面はほぼ全部が胞子のうに覆われている。
なお、栄養葉の先端は、日本本土ではとがっているものが普通に見られるが、熱帯地方では先端が二つに分かれ、葉そのものもやや幅広いものが多い。二つに分かれた先端の間は、深く切れ込まず、丸くなっている。この型を区別して別亜種とする考えもあるが、中間があって連続しており、区別できない。おおよそ南に行くほど先端が二つに分かれる傾向があるとも言う。

## 分布
日本での分布は、本土では本州南部のごく一部、四国南部、九州西南部と、ごく一部の地域に少しずつ生育するが、琉球列島では比較的普通に見られる。森林内の地上や岩の上、比較的乾燥した傾斜地から渓流沿いまでに見られる。
国外では、中国南部からインドシナ・マレーシア、ニューギニアにかけて分布する。

## 利用
実用的には役に立つ面はない。
ただ、その珍しい姿から珍重する向きがある。特に生育地の少ない日本本土では植物採集や栽培目的での採取が集中する傾向が有り、そのために壊滅した自生地が少なくない。
ちなみに、この種の栽培は非常に困難で、日本産のシダ類の中で栽培が最も難しい部類に入るともいわれる。

## 分類
本種が属するスジヒトツバ属は、いわゆる単型属であるとされていた。しかし2001年、ボルネオでスジヒトツバ属の新種（C. parva）が発見され、さらに形態学的、分子系統学的な研究によって、従来1種とされていたスジヒトツバの中には2種が存在することが指摘され、スジヒトツバ属に分類される種は3種となった。